# Hiroshi Matsuda
Hiroshi Matsuda (松田 浩 Matsuda Hiroshi?,  nacido el 2 de septiembre de 1960 en Nagasaki) es un exfutbolista japonés que se desempeñaba como defensa.

## Trayectoria

### Clubes
| Club                | País  | Año         |
| ------------------- | ----- | ----------- |
| Sanfrecce Hiroshima | Japón | 1984 - 1994 |
| Vissel Kobe         | Japón | 1995 - 1996 |